# يان جيريمياه
يان جيريمياه (بالإنجليزية: Ian Jeremiah) هو دراج بريطاني، ولد في 1970 في كارديف في المملكة المتحدة.